# 张江功能区域
张江功能区域，是上海市浦东新区已撤销的一个政府组成部门，成立于2004年，撤销于2010年。其管辖范围东临长江入海口，西至罗山路，南接川杨河，北到龙东大道，包括张江高科技园区（东区、中区、南区）、孙桥现代农业园、张江镇、唐镇和合庆镇，区域面积119.31平方公里，人口15万。功能区管委会设于高科中路3039号，与张江高科技园区管委会合署办公。。
2010年，浦东新区撤销了包括张江功能区域在内的六大功能区，目的是为了取消位于区政府和街道（镇）两级政府之间一级政府组成部门，提高政府办事效率。